# Lilla Lekholmen
Lilla Lekholmen, finska: Pikku Leikosaari, är en ö i Finland. Den ligger i Finska viken och i kommunen Helsingfors i den ekonomiska regionen  Helsingfors i landskapet Nyland, i den södra delen av landet. Ön ligger omkring 11 kilometer öster om Helsingfors.
Öns area är 1,1 hektar och dess största längd är 160 meter i sydöst-nordvästlig riktning.